# Telemundo
Telemundo (spaniolă Telelume) este o retea de televiziune americană, a cărui sediu se află la orașul Hialeh, Florida. Lansată în San Juan, Puerto Rico de către Angel Ramos în 1954, este unul dintre cei mai mari producători ai telenovelelor și a doua retea de televiziune hispanofonă, fiind precedată de către Univision. Telenovelele produse de aceasta retea de televiziune sunt cunoscute in majoritatea tarilor. In Romania telenovelele de la Telemundo sunt difuzate pe canalele: Acasă TV si Romantica; in Rusia: Romantica, Mnogo TV, BKT, etc; in Moldova: Moldova 1, 2 Plus; in Israel: Viva...
Cele mai de succes telenovele marca Telemundo sunt:
| Telenovelă                 | Protagoniști                                      | Distribuție internațională | Difuzare în România                    |
| -------------------------- | ------------------------------------------------- | -------------------------- | -------------------------------------- |
| La Reina del Sur           | Kate del Castillo, Ivan Sanchez și Cristina Urgel | 150 de țări                | Regina Sudului-Acasă TV                |
| La Tormenta                | Natalia Streignard și Christian Meier             | 150 de țări                | La Tormenta - Acasă TV                 |
| Doña Barbara               | Edith Gonzalez și Christian Meier                 | 120 de țări                | Doña Barbara - AcasăTV                 |
| Sin senos no hay paraíso   | Carmen Villialobos și Catherine Siachoque         | 118 țari                   | Fără sâni nu exista paradis - Acasă TV |
| La Casa De al Lado         | Maritza Rodriguez și Gabriel Porras               | 112 țări                   |                                        |
| Pasion De Gavilanes        | Danna Garcia și Mario Cimarro                     | 110 țări                   | Jurământul - Acasă TV                  |
| Bella Calamidades          | Danna Garcia și Segundo Cernadas                  | 102 țări                   | Suflet rătăcit - Acasă TV              |
| Zorro: La Espada Y La Rosa | Marlene Favela și Christian Meier                 | 106 de țări                | Zorro - Acasă TV                       |
| Donde Esta Elisa ?         | Sonya Smith și Gabriel Porras                     | 104 de țări                | Căutând-o pe Elisa - Acasă TV          |
| Mas Sabe El Diablo         | Gaby Espino și Jencarlos Canela                   | 97 de țări                 | Înger și Demon - Acasă TV              |
| El Rostro De Analia        | Elizabeth Gutierrez și Martin Karpan              | 86 de țări                 | Cealaltă față a Analiei - Acasă TV     |
| El Fantasma De Elena       | Elizabeth Gutierrez și Segundo Cernadas           | 70 de țări                 | Iubire Blestemată - Acasă TV           |
| Una Maid en Manhattan      | Litzy și Eugenio Siller                           | 54 de țări                 |                                        |